# Jatiwangsan
Jatiwangsan is een bestuurslaag in het regentschap Purworejo van de provincie Midden-Java, Indonesië. Jatiwangsan telt 1082 inwoners (volkstelling 2010).